# Hasan Hadžiefendić
Hadži háfiz Hasan-efendija Hadžiefendić Tahsin (? Gračanica, osmanská říše – 1925 Gračanica, Království Srbů, Chorvatů a Slovinců) byl bosenskohercegovský islámský duchovní a pedagog bosňáckého původu.

## Životopis
Jeho otec hadži Hasan-efendija Murkić byl muderrisem, učitelem, v Osman-kapetanově medrese v Gračanici. Zemřel během pouti do Mekky, kdy byl jeho syn ještě kojenec.
Hasan navštěvoval mekteb a Osman-kapetanovu medresu, islámskou základní a vyšší školu, navštěvoval v rodném městě. Nato působil jako justiční čekatel u šarí‘atského soudu ve Zvorniku. Roku 1880 složil kádíjskou zkoušku před sarajevským muftím. Zaměstnání šarí‘atského soudce vykonával ve městech Sanski Most (od 1884), Sarajevo (pomocný soudce, březen–říjen 1885), Tešanj (od 1885), Travnik (od 1888), Gračanica, Mostar (1891–1896) a Sarajevo. Během pobytu v Mostaru vykonal pouť do Mekky, přičemž byl jmenován průvodcem celé výpravy poutníků. V bosenskohercegovské metropoli působil u chotárského (okresního) a nato od roku 1900 Vrchního šarí‘atského soudu, vyjma krátkého období, kdy namísto odvolaného Sulejman-efendiji Šarce obnášel post ředitele (upravitelj) Šarí‘atské soudní školy (29. listopadu 1901–7. prosince 1905). Roku 1912 byl penzionován. Roku 1913 neúspěšně kandidoval na reisu-l-ulemu, pohlavára Islámského společenství v Bosně a Hercegovině.
Hasan-efendija se oženil se Sevletou (?–1937), dcerou duchovního Osmana Hodžiće z Gračanice.